# إلين توماس
إلين توماس (بالإنجليزية: Ellen Thomas) هي ممثلة بريطانية، ولدت في 16 نوفمبر 1956.

## أعمال

### أفلام
- جوني إنجلش ريبورن[5]

## وصلات خارجية
- إلين توماس على موقع IMDb (الإنجليزية)
- إلين توماس على موقع ألو سيني (الفرنسية)
- إلين توماس على موقع أول موفي (الإنجليزية)
- إلين توماس على موقع قاعدة بيانات الفيلم (الإنجليزية)
- إلين توماس على موقع كينوبويسك (الروسية)